# Лестершир
Лестершир (англ. Leicestershire, МФА /ˈlɛstɚʃɚ/ або /ˈlɛstɚʃɪɚ/, слухатиⓘ) — графство в Англії.
Церемоніальне графство Лестершир охоплює також місто Лестер, від якого походить його назва. Однак Лестер не підпорядкований графству адміністративно. Адміністративний центр графства розташований у Ґленфілді на віддалі 5 км від Лестера. 
Символом міської ради Лестера, крикетного клубу графства Лестер й футбольного клубу «Лестер Сіті» є лисиця. Лестершир вважають батьківщиною аристократичної розваги полювання на лисиць.